# Deutsche Heidnische Front

Algiz-Runen und Wotans Auge auf Flagge der Deutschen Heidnischen Front

Die Deutsche Heidnische Front (DHF) ist eine rechtsextreme, neuheidnische Gruppierung, die 1998 als deutsche Sektion der Allgermanischen Heidnischen Front gegründet wurde. Initiator war der bekennende Neonazi und damalige Schlagzeuger der NSBM-Band Absurd, Hendrik Möbus. Die Deutsche Heidnische Front ist nach eigenen Angaben seit 2005 nicht mehr aktiv.

## Selbstdefinition und Ideologie
Nach eigenen Angaben verstand sich die DHF als „indogermanische, heidnische Gruppierung“. Ihr erklärtes Ziel war es, einen vorgeblichen, rekonstruierten „germanischen Glauben“ zu leben. Die Deutsche Heidnische Front sah sich als Alternative zu Gruppen mit heidnischer Ausrichtung, die ein völkisches Element nicht in ihrer Weltsicht vertreten.
Die Mitglieder glaubten, dass ihre Handlungen durch nordische Mythologie und entsprechende Weltsicht abgesichert sei und dass sie echte Spiritualität lebten. Damit stand sie in der Tradition einer Verehrung vermeintlich germanischer Mythen und Traditionen, die schon von der NSDAP und von der Völkischen Bewegung oder der Thule-Gesellschaft betrieben wurde. Zugleich behauptete die DHF, thematisches Terrain zu besetzen, das schon von der Artgemeinschaft e. V. – Glaubensbund wesensgemäßer Daseinsgestaltung propagiert würde.
Die Ideologie der DHF war zunächst sehr offenkundig nationalistisch, völkisch-rassistisch und insbesondere antisemitisch geprägt. Als eines der Hauptziele wurde die „Existenzsicherung für alle germanischen Völker“ bezeichnet. Das Leitmotiv bildeten die „Fourteen Words“ des amerikanischen Rechtsextremisten David Eden Lane.
Bis 2000 bestand die DHF hauptsächlich aus thüringischen Aktivisten.

## Imagewechsel
Mit einem Führungswechsel ging 2001 auch der Versuch eines Imagewechsels einher. Nun verfolgte die DHF das Ziel, eine größere Akzeptanz zu erreichen. Entsprechend trat sie zwar nach außen moderater auf, propagiert jedoch weiter ariosophische und völkische  Anschauungen. Diese kamen „vor allem in einer Überbewertung der nordischen (arischen) Rasse zum Ausdruck“. Trotzdem wollte sie nach eigenem Bekunden weder politisch wirken noch musikalisch geprägte Jugendsubkulturen unterstützen. Es sei angeblich auch nicht ihre Absicht, zum Hass gegenüber fremden Glaubenssystemen, Kulturen oder Völkern aufzurufen.

## Politische Position
Die DHF bestand nach eigener Darstellung in freien Gliederungen, den Gauen. In diesen Gauen feierten Mitglieder, Förderer und Freunde der DHF gemeinsam „alte Feste an traditionellen Orten, um germanische Mythologie und heidnisches Brauchtum zu pflegen“, insbesondere die Sonnenfeste wie Sonnenwendfeiern. Die Sonnenwendfeier am 22. Juni 2002 auf der Burgruine Rothenburg, die vormals auch von der SS genutzt worden war, wurde im Verfassungsschutzbericht des Landes Thüringen erwähnt. Die DHF war Herausgeber der Zeitschrift Tuisto, die unregelmäßig erschien und sich selbst als Zeitschrift für Kultur, Geschichte und Neuheidentum verstand.

## Aufnahmeritual und Mord an Dorit Botts
Am 17. August 2001 erstach der damals 19-jährige Frank R. in Fulda die Inhaberin eines Military-Geschäfts mit 13 Stichen, bevor er ihr die Kehle aufschnitt. Er raubte Kleidung und Bargeld im Wert von mehreren hundert Euro und ließ die 54-jährige Dorit Botts zurück, sodass sie verblutete. In einem Prozess zu dem Tatkomplex stellte sich heraus, dass Frank R. den Mord an Dorit Botts als Teil eines Aufnahmerituals in die Deutsche Heidnische Front begangen hatte. Laut Aussage des Täters Frank R. stiftete ihn ein Freund und Band-Kollege mit den Worten „Fahr nach Fulda und mach die Alte kalt“ zu dem Mord an.